# Oenochroma celidophora
Oenochroma celidophora är en fjärilsart som beskrevs av Turner 1939. Oenochroma celidophora ingår i släktet Oenochroma och familjen mätare. Inga underarter finns listade i Catalogue of Life.